# Mio (film)
Mio är en svensk dokumentärfilm från 2008 i regi av Jonas Embring.
Filmen skildrar 17-årige Mio som bor på Henriksdalsberget i Stockholm. Han kom till Sverige från Thailand som åttaåring i hopp om att få ett bättre liv. Så har det dock inte blivit och hans vardag kantas av kriminalitet, dålig självkänsla och droger. Han faller gång på gång tillbaka i destruktivitet, men till sist bestämmer han sig för att verkligen förändra sin situation.
Mio producerades av Embring och Osiel Ibáñez och premiärvisades 7 mars 2008 på Tempo dokumentärfestival.